# 帝国自由貿易十字軍
帝国自由貿易十字軍 (Empire Free Trade Crusade) は、イギリスの政党である。1929年7月に初代ビーヴァーブルック男爵マックス・エイトケンによって設立され、イギリス帝国を自由貿易圏とするよう迫った。
同党は1929年に選ばれた労働党少数党内閣と、保守党党首スタンリー・ボールドウィンの保護貿易主義的諸政策（ビーヴァーブルックらからしてみれば不適切であった）の双方に反対すべく設立された。
ボールドウィンでは自身の目標を成し得ないと結論したビーヴァーブルックは、1929年末に党員の登録を始めた。1930年、彼は短期間ながら初代ロザミーア子爵ハロルド・ハームズワースの連合帝国党 (United Empire Party) に加わり、その後両党は共闘した。
10月、アーネスト・テイラーはパディントン・サウス補欠選挙で同党から出馬し、これまで保守党が有していた議席を獲得した。しかし1931年、ウェストミンスター・セイント・ジョージズ選挙区での補欠選挙の際、第2候補が保守党に敗北した。このことによって党は傾き始め、1931年の総選挙で勝利した保守党にテイラーが加わったことで、さらに凋落が進んだ。ビーヴァーブルックは1930年代後期までは党勢を維持したが、それ以降は、同党はいかなる選挙にも勝利しなかった。